# Полосатый мангуст
Полоса́тый мангу́ст, или му́нго, или зе́бровый мангу́ст (лат. Mungos mungo) — вид хищных млекопитающих из семейства мангустовых (Herpestidae). Обитают в саваннах и открытых лесах Восточной, Южной и Центральной Африки. Дневные животные, живущие в группах без строгой иерархии. В качестве убежищ используют термитники и расщелины в скалах. В группе большинство самок дают потомство, а щенков выращивают совместно. Питаются в основном насекомыми. Название «полосатый мангуст» связано с окраской шерсти на спине.

## Распространение
Обитает в основном в южной и центральной частях Африки. Широко распространён на территории южнее Сахары, простирающейся от Сенегала и Гамбии на западе до Эфиопии и Сомали на востоке, с юга ареал ограничен провинцией Квазулу-Натал. В то же время вид редко встречается в Западной Африке: свидетельств о виде нет ни в Гане, ни в Сьерра-Леоне, ни в Нигере. Вид был замечен также в Гамбии, Нигерии, Сенегале (например, в национальном парке Ниоколо-Коба) и Кот-д’Ивуаре (например, в национальном парке Комоэ). В Северо-Восточной Африке вид отмечен в Джибути.
Животных этого вида можно встретить в саванных и открытых лесах, обычно близко к воде. Есть мнение, что это обусловлено наличием растительности вблизи водных источников. Вид часто встречается в местах обитания термитов, так как полосатые мангусты используют термитники в качестве укрытий. Не встречаются в пустынях, полупустынях и гористой местности.
Не отмечено никаких серьёзных угроз для будущего существования вида, его численность высока, он имеет широкий ареал и низкий риск исчезновения.

## Внешний вид

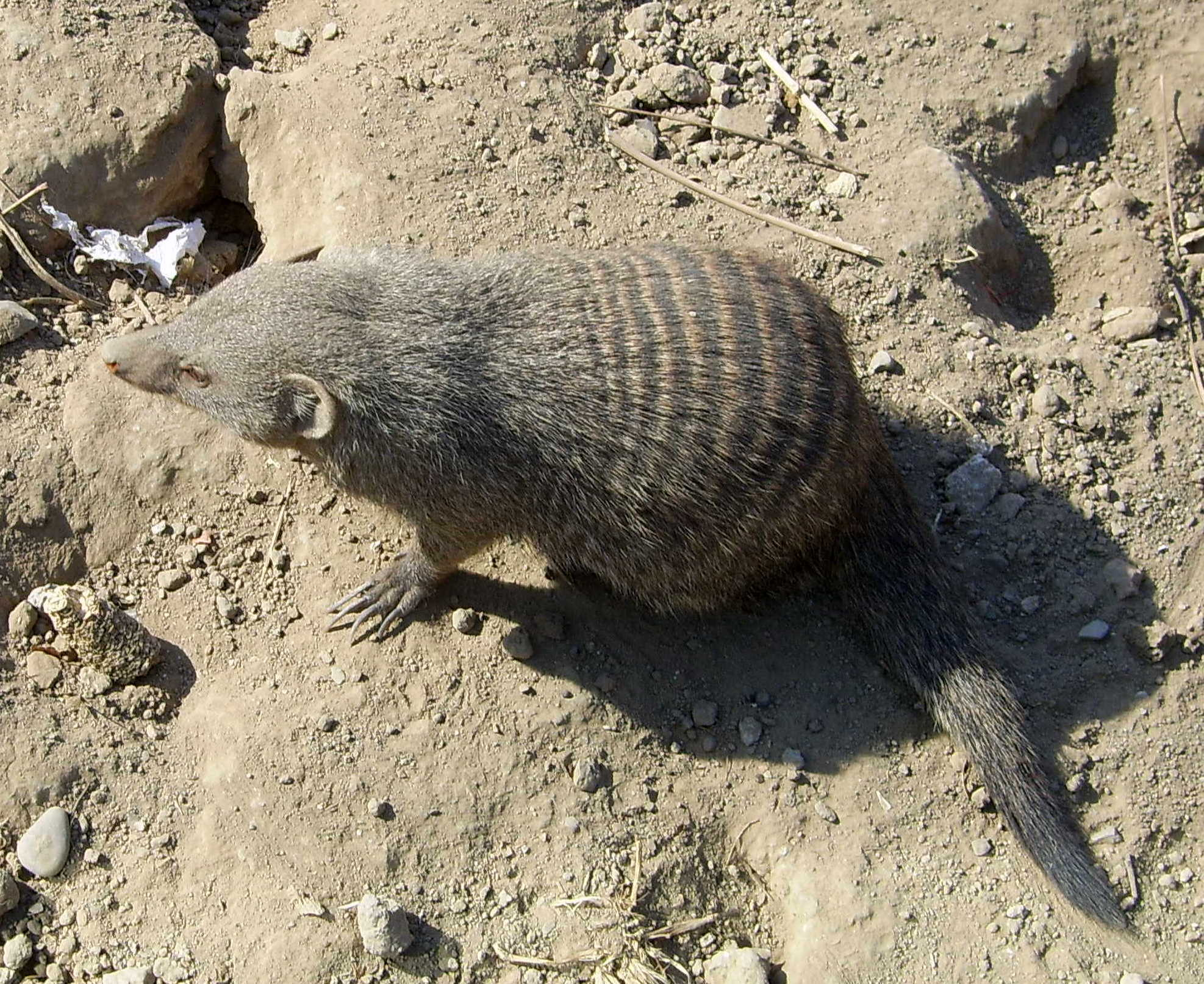
Вид сверху

Среднего размера мангуст: длина тела 30—45 см, длина хвоста 23—29 см, вес 1,5—2,25 кг. Окрас от беловато-серого до тёмно-коричневого цвета. Легко узнаваем по узору из 10—15 тёмных поперечных полос на спине, проходящих от плеч до хвоста. Половой диморфизм отсутствует. Голова небольшая и широкая с короткой, заострённой мордой. Череп грушевидной формы. Уши маленькие и закруглённые.
Тело покрыто жёсткой шерстью, которая становится короче у головы и удлиняется к хвосту, достигая у некоторых особей длины в 45 мм. Хвост также покрыт шерстью, которая темнеет к концу.
Каждый волос шёрстного покрова на спине имеет следующую расцветку: светлый у основания, две широкие тёмные полосы посередине и узкий тёмный кончик. Полосатый узор спины формируется за счёт разной длины волосков. Происхождение полосатой окраски мангустов неясно, но Дж. Кингдон предполагает, что она может служить визуальным сигналом для представителей того же вида или усиливать коллективные демонстрации зверьков (см. ниже), направленные против хищников.
Шерсть на брюхе у них встречается редко. Конечности того же цвета, что и шерсть на спине. У полосатых мангустов 5 пальцев на передних лапах и 4 на задних. Большой палец передней лапы небольшой, но с длинным когтем (около 8 мм), который используется для рытья. На других пальцах передних лап имеются изогнутые когти по 20 мм в длину.
У самок три пары брюшных молочных желёз. Диплоидное число хромосом — 36.
Резцы полосатого мангуста лучше приспособлены к дроблению, чем к разрезанию, у этих животных также слаборазвита скуловая кость и отсутствует сагиттальный гребень, что даёт основание предполагать, что эти особенности вызваны адаптацией к насекомоядному образу жизни. Зубная формула: {\displaystyle I{3 \over 3}C{1 \over 1}P{3 \over 3}M{2 \over 2}=36}.

## Питание

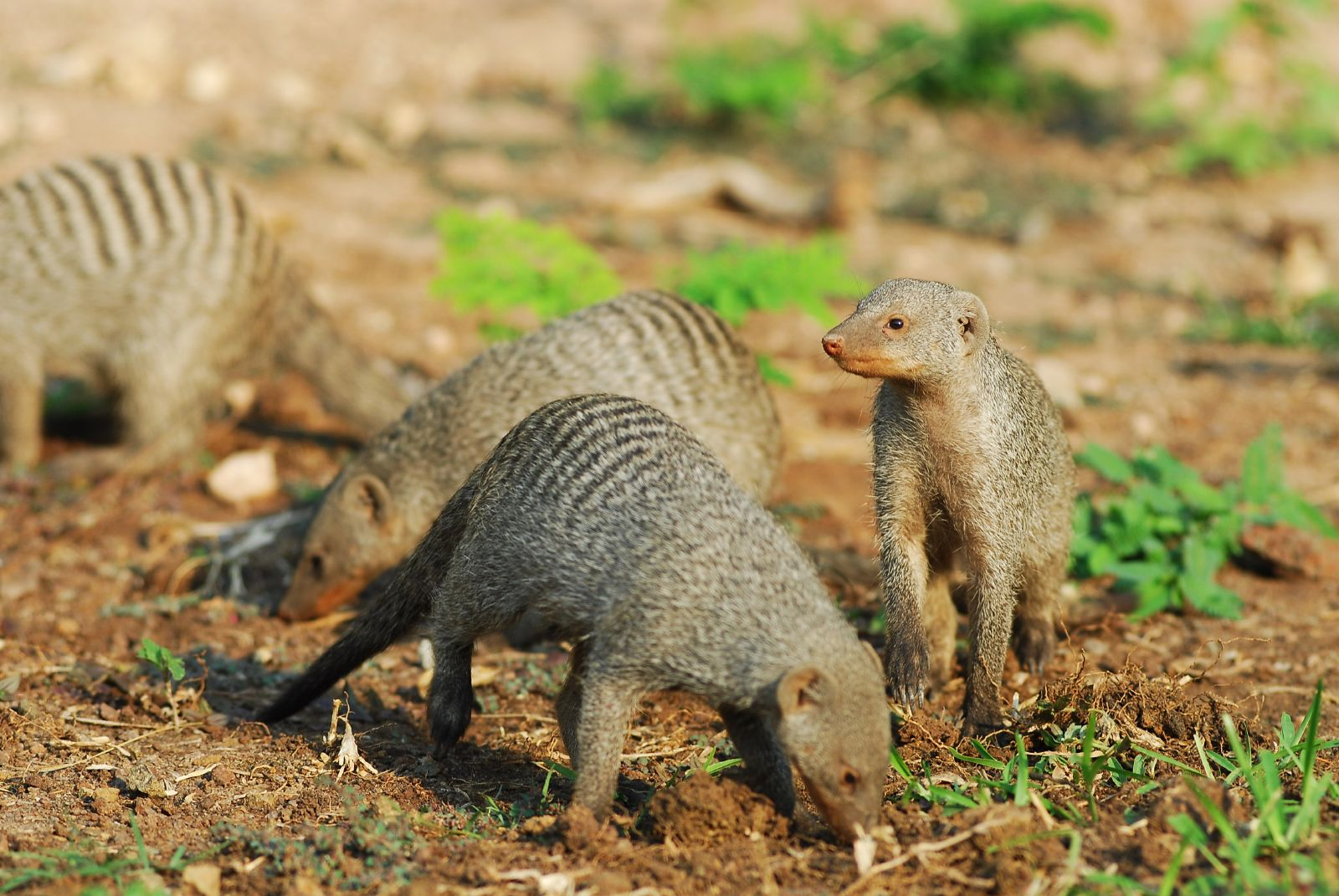
Группа мангустов в поисках корма

Питается преимущественно членистоногими, в первую очередь — жуками, многоножками (встречаются в 96 % фекалий и составляют 79 % от объёма), муравьями (встречаются до 200 экземпляров в одном помёте). Также питается улитками, мелкими рептилиями, яйцами птиц и дикими фруктами.
В поисках пищи полосатые мангусты обычно уходят на расстояние 2—3 км, но оно может увеличиваться до 10 км на открытой местности. Мангусты рыщут по земле зигзагообразными быстрыми движениями, что даёт им возможность находить пищу до 1 раза в минуту. Хотя полосатые мангусты живут группами, поиски корма они ведут в одиночку. При этом они поддерживают контакт друг с другом, издавая низкий хрюкающий звук раз в несколько секунд. Во время поиска пищи животные обнюхивают землю, переворачивают опавшие листья и копают землю своими передними лапами. При этом они редко углубляются более чем на несколько сантиметров от поверхности земли.
С энтузиазмом копаются в помёте слонов или других крупных травоядных, так как в нём можно найти много насекомых. Прежде чем съесть многоножку, лягушку или другое животное с ядовитыми секретами, зверьки сначала катают их по земле, чтобы очистить от яда. Яйца или прочную оболочку жуков полосатые мангусты разбивают, кидая их на камни или другую твёрдую поверхность.

## Образ жизни

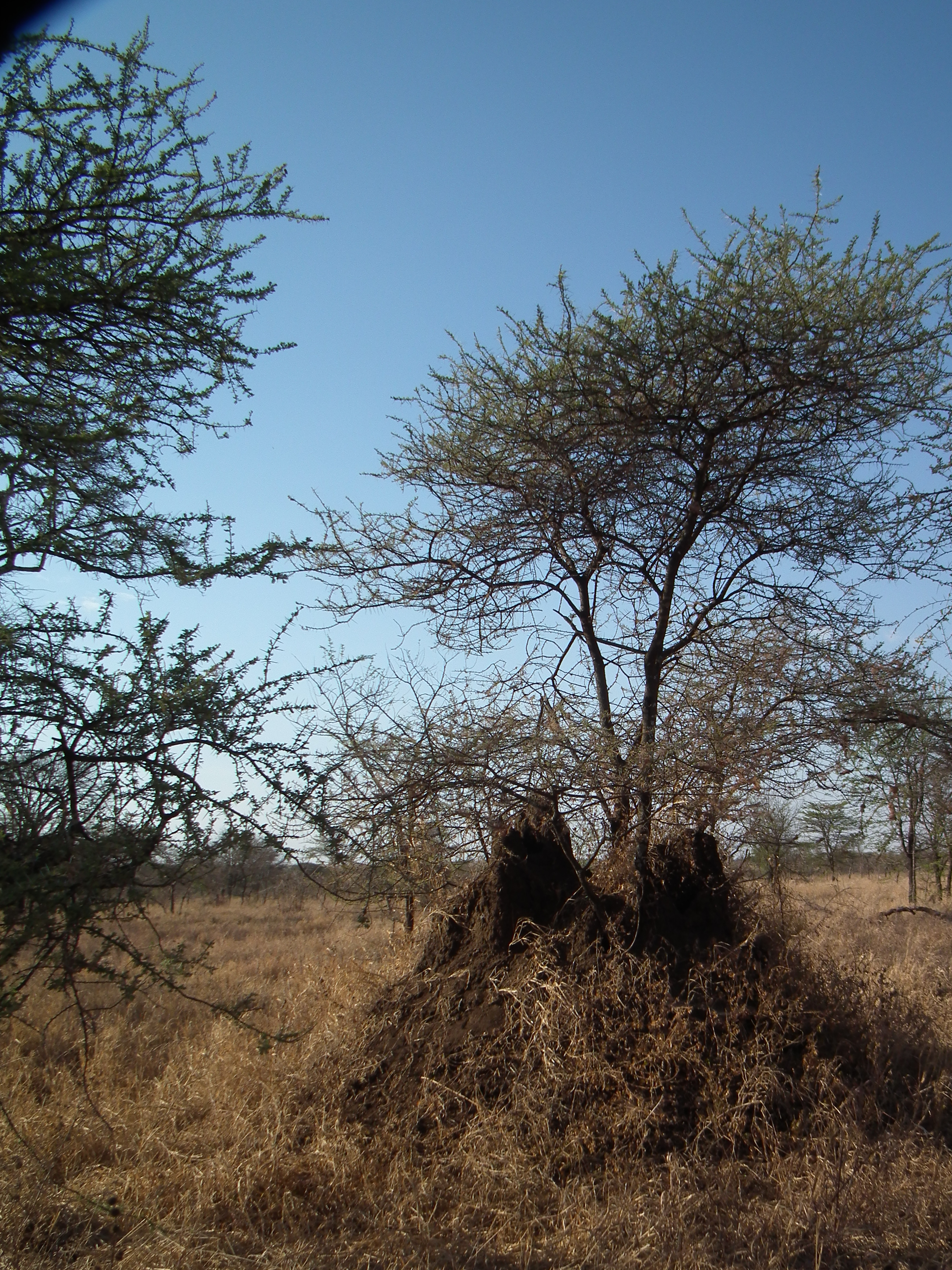
Типичное местообитание полосатого мангуста (Танзания)

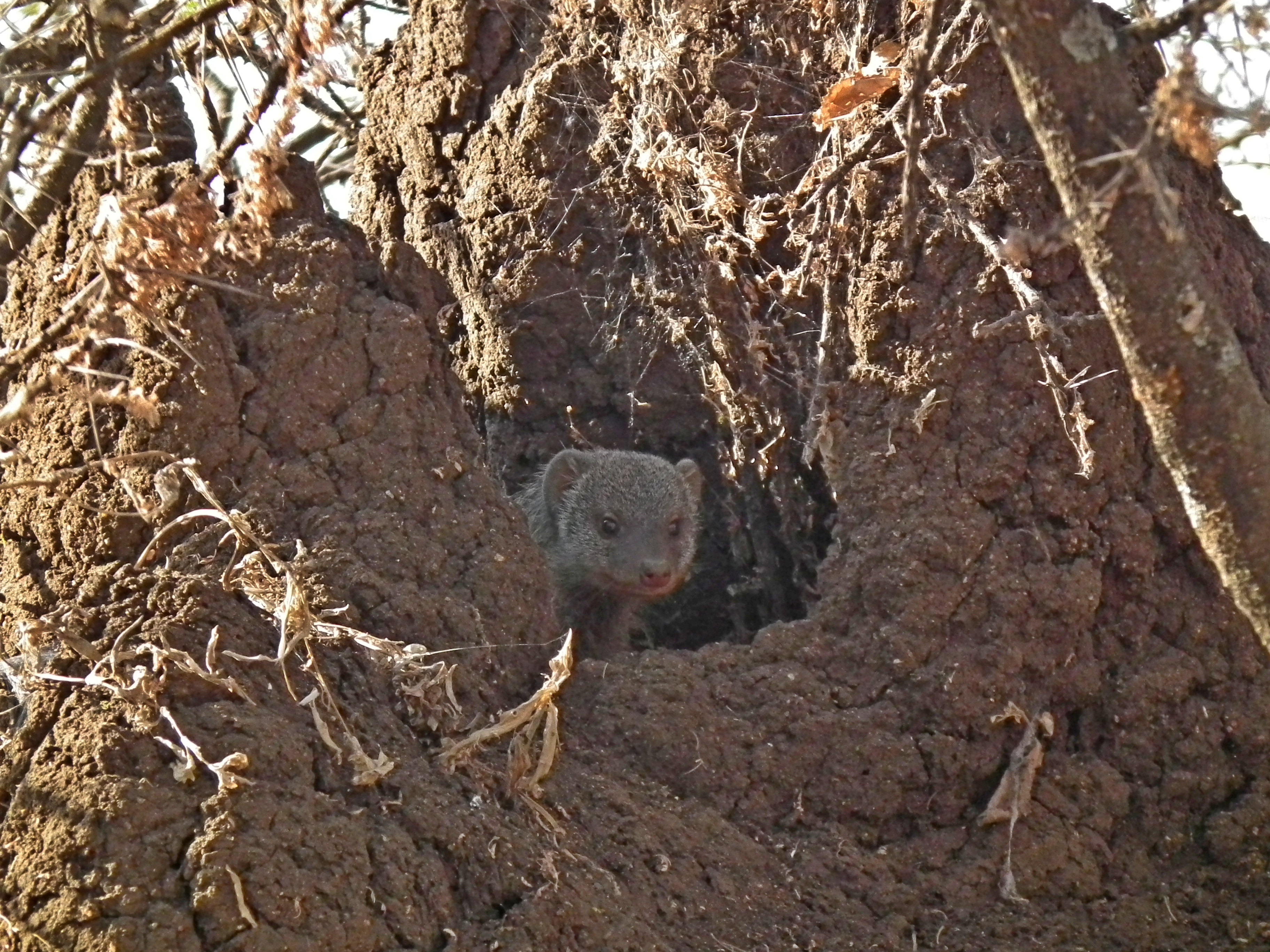
Убежище животных

Полосатые мангусты — дневные животные, они, как правило, просыпаются рано утром и прячутся в убежище до захода солнца. О ночной активности данного вида нет свидетельств. В качестве укрытия они используют термитники или расщелины в скалах. Однако животные обычно не задерживаются в одном укрытии, меняя его каждые 2—3 дня (реже в период размножения). Полосатые мангусты могут также забираться на деревья: зарегистрирован случай, когда группа мангустов, спасаясь от гиеновидных собак, забралась на верхние ветви поваленного дерева.

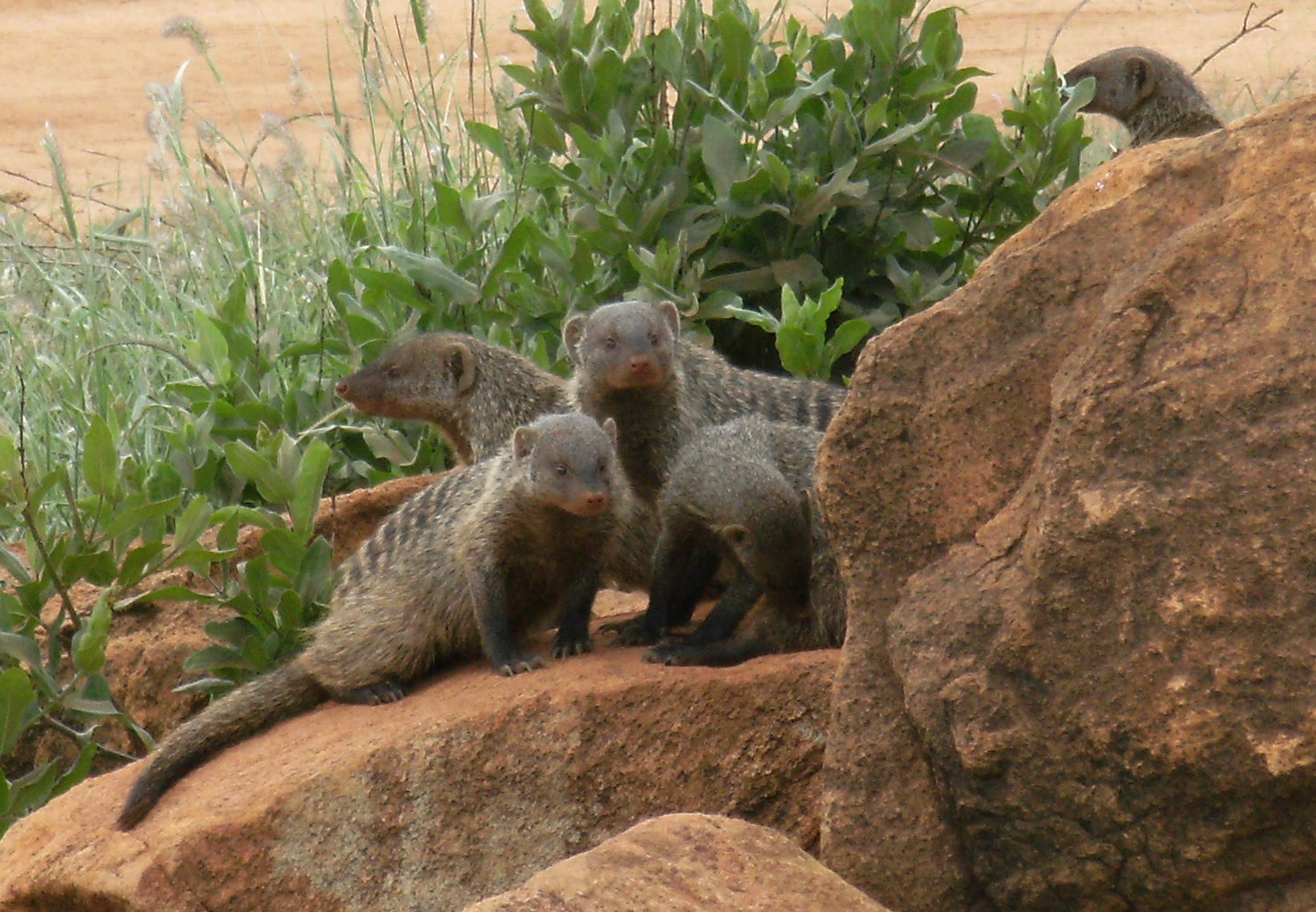
Полосатые мангусты в национальном парке Цаво, восточная Кения

Несмотря на то, что большинство видов мангустов предпочитают одиночный образ жизни, полосатые мангусты объединяются в группы со сложной социальной структурой. Размер группы может составлять от 7 до 40 особей (в среднем 15—20). Рядом с жилищами человека или другим хорошим источником пищи численность группы может вырасти до 70 особей. Группа мангустов обитает на площади около 2 км². На занимаемой площади полосатые мангусты могут использовать до 40 различных укрытий. Все члены группы спят в одном укрытии. Днём детёныши, не достигшие месячного возраста, остаются в укрытии, где их посменно охраняют несколько взрослых (обычно самцов), в то время как остальные взрослые особи охотятся. Они вместе со всеми меняют убежища, но это происходит не часто — около 2—3 раз за первый месяц их жизни.
Возле групп мангустов часто находятся молотоглавы, которые питаются убегающими от полосатых мангустов ящерицами или рептилиями. Африканские бородавочники зачастую стоят или лежат неподвижно, позволяя мангустам поедать со своей шерсти различных паразитов.
Звуковая коммуникация у полосатых мангустов примечательна и разнообразна. Для контакта внутри группы, во время поисков пищи, группа мангустов издаёт почти непрерывный звук. Амплитуда и частота звуков, издаваемых этими животными, варьируются в зависимости от ситуации. Во время изучения одной группы, находившейся в неволе, исследователи, используя сонограммы, выявили девять различных звуковых сигналов, среди них сигналы, подаваемые в случае:
- когда замечен приближающийся хищник;
- когда замечен представитель конкурирующей группы;
- когда мангуст «потерял» группу;
- когда группе требуется сплотиться;
- при конкуренции внутри группы за еду.

Исследователи полагают, что в естественных условиях «репертуар» полосатых мангустов ещё более разнообразен.
Запах играет важную роль в образе жизни полосатых мангустов: с помощью запаха члены группы отличают «своих» от «чужих», также с помощью запаха мангусты помечают границы своей территории. Члены группы регулярно помечают друг друга липкими и с острым запахом выделениями анальных желёз, особенно активно это проявляется после того, как один из членов группы долго отсутствовал и вернулся в группу. Животные этого вида помечают большие объекты, такие как крупные камни или деревья, выделениями анальных желёз, мочой или экскрементами. Согласно наблюдениям, самцы могут определить репродуктивный статус самок из соседней группы по этим отметкам, и иногда самцы делают набеги на самок из соседней группы.

## Социальное поведение

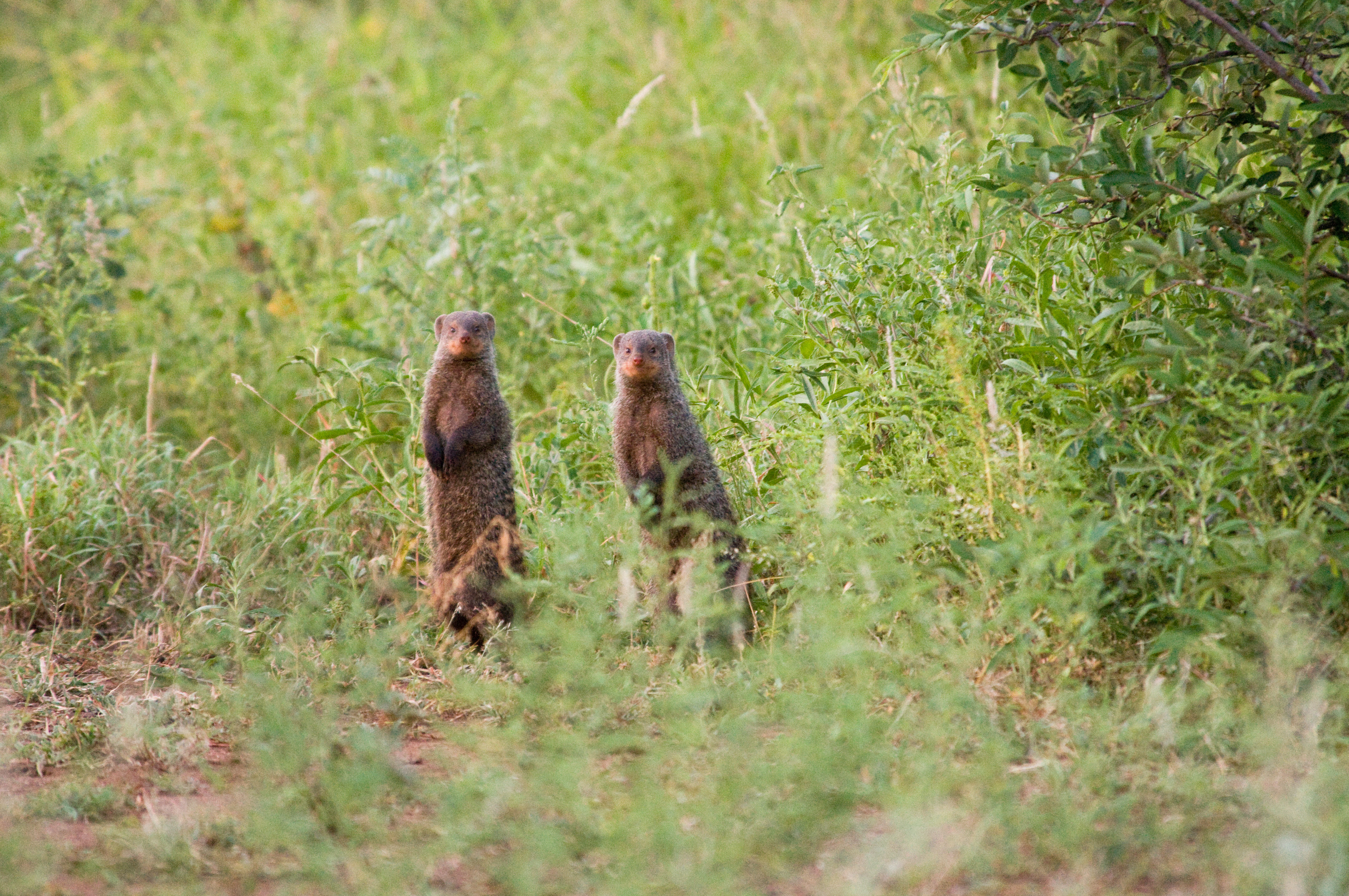
Полосатые мангусты насторожились

Отношения между группами у полосатых мангустов крайне агрессивные. Они активно защищают границы своей территории от соседних групп. В межгрупповых схватках мангусты могут поранить или даже убить друг друга. Несмотря на такую агрессивность у самцов, самки могут спариваться с самцами конкурирующей группы во время боя. Когда члены конкурирующих групп замечают друг друга, они встают на задние лапы и издают предупреждающий визг, адресованный остальным членам своей группы. Если численность одной группы намного превышает другую, меньшая группа может обратиться в бегство, а бо́льшая будет её преследовать. Группы примерно одинакового размера при встрече медленно сближаются, периодически останавливаясь, чтобы посмотреть на противника. Обычно, когда группы сближаются на расстояние 20—30 метров, завязывается схватка, в которой мангусты враждующих групп один на один кусают, царапают и преследуют друг друга, пока противник не сбежит. Таким образом группы разбегаются, отступают, затем снова собираются и вновь нападают друг на друга. Схватка между двумя примерно равными группами может длиться более часа.
Группа не имеет чёткой социальной иерархии, а уровень агрессии внутри группы обычно находится на низком уровне, но возрастает между самцами во время течки у самок. Между мангустами одной группы может завязаться небольшая драка за право на пищу, которая обычно заканчивается в пользу того, кто первый нашёл эту пищу. Однако такие случаи редки, так как полосатые мангусты ищут пищу поодиночке. Во время течки у самок, которая начинается через 10 дней после родов, агрессия в группе возрастает, и самцы стремятся доминировать друг над другом. В то же время самки не проявляют агрессии в период спаривания, однако в группах часто проявляется возрастная иерархия, в которой у старших самок течка начинается раньше и они дают больше потомства. Когда число самок в группе слишком велико, старые самки могут быть изгнаны из группы другими самками или даже самцами. Если изгнанные самки наткнутся на другую группу мангустов, где есть самцы, они могут образовать новую группу.
Полосатые мангусты обладают хорошими обонянием, зрением и слухом, что позволяет им заметить наземного хищника на расстоянии 100 и более метров. При приближении хищника эти животные издают звук и встают на задние лапы, чтобы лучше разглядеть хищника. Если хищник на близком расстоянии, полосатые мангусты используют одну из двух стратегий, в зависимости от типа хищника:
- В случае с хищной птицей или крупным наземным хищником, таким как леопард, полосатые мангусты издают пронзительный визг, обозначающий опасность, чтобы проинформировать членов группы о приближающемся хищнике, и вся группа прячется в укрытие;
- В случае с мелким наземным хищником, вроде шакалов или сервала, мангусты собираются в группы и, агрессивно крича, медленно продвигаются[8].

Мангусты хорошо работают в группе, известен случай в Серенгети, когда животные этого вида «спасали» членов своей группы от нападения боевого орла.

## Репродуктивное поведение

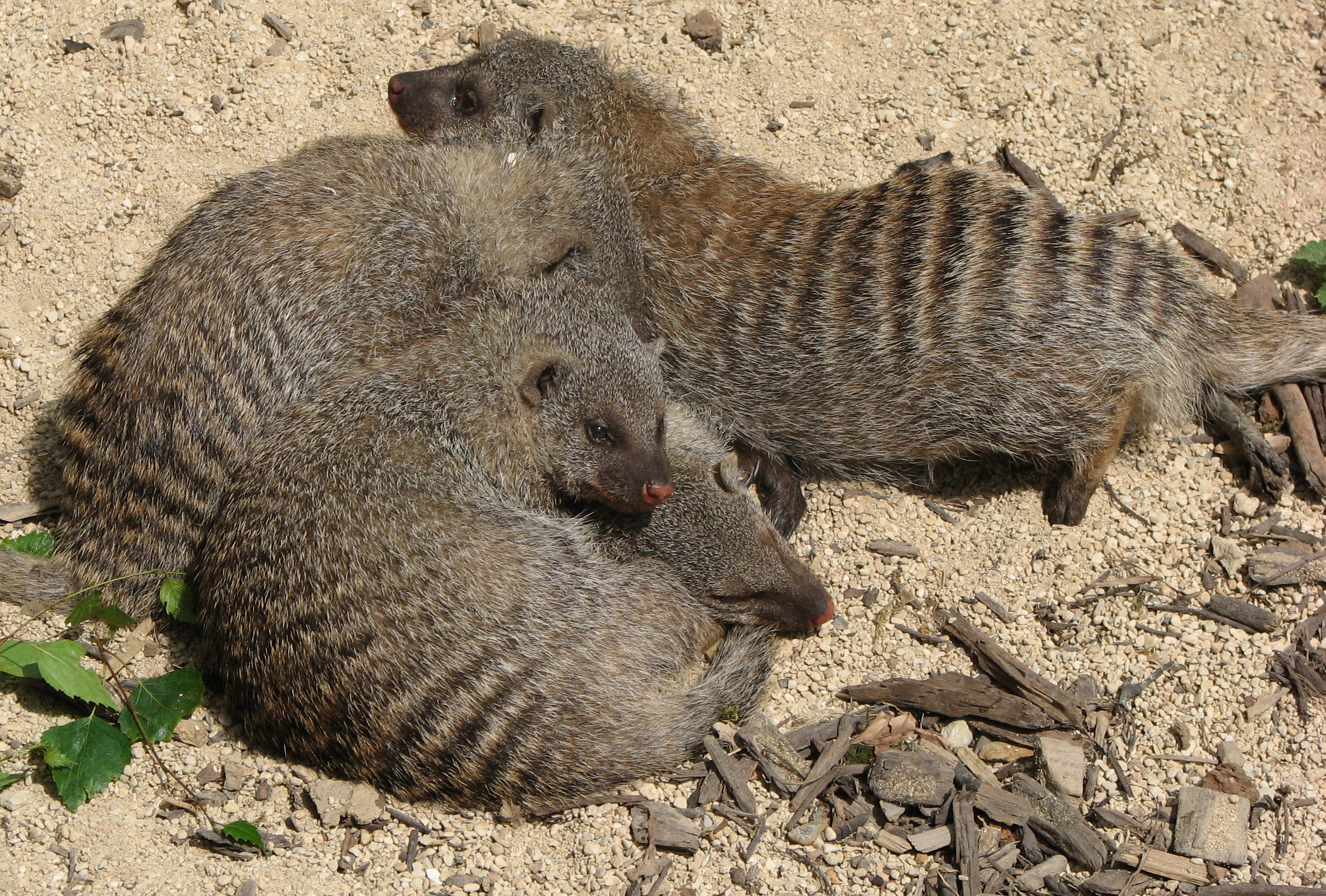
Группа мангустов

Во время течки у самки она обычно «охраняется» одним или двумя доминантными самцами, которые спариваются со всеми взрослыми самками группы. Доминантные самцы ревностно «охраняют» самку от других самцов, однако самки стараются убежать от охраняющего самца, чтобы спариться с другими самцами их группы. Например, если доминирующий самец останавливается, чтобы съесть жука или другую пищу, самка тут же бежит к другому самцу для спаривания. Эволюционные причины, по которым самки активно способствуют «множественному отцовству» их потомства, пока неясны.
И самки, и самцы активно стремятся спариться с членами других групп. Во время течки группы стараются чаще сталкиваться друг с другом — самки и самцы забегают на территорию соседней группы в поисках партнёра для спаривания.
В отличие от большинства видов мангустов, где потомство дают доминантные самки, в группе полосатых мангустов потомство даёт большинство самок — такое поведение нехарактерно и для большинства хищников. У самок полосатых мангустов, живущих в одной группе, циклы родов синхронизируются. В Уганде у группы самок роды начинались одновременно в 40 % случаев. Предполагается, что синхронные роды сразу у нескольких самок разных социальных рангов являются адаптацией, предохраняющей от инфантицида (убийства детёнышей) другими самками и доминирующими самцами, так как они не могут в такой ситуации отличить своих детёнышей от чужих. Также возможно, что в случае одновременных родов потери потомства в результате нападения хищников и общий период нахождения потомства в убежище уменьшаются.
Новорождённые щенки имеют массу около 20—50 грамм, в остальные периоды щенки имеют массу:
1. месячные около 275 грамм;
2. двухмесячные в среднем 423 грамма;
3. годовалые 1300 грамм.

Взрослые мужские особи в среднем весят 1476 грамм, а самки 1389.
В возрасте 4-х недель щенки начинают делать краткие вылазки из убежища после полудня, чтобы добыть себе пропитание. А в возрасте 5 недель они уже уходят на поиски еды с самого утра вместе со всеми взрослыми особями. Во время таких вылазок каждый щенок находится рядом со взрослой особью, такие пары обычно стабильны во времени, и каждый щенок следует за определённой взрослой особью, пока не станет независимым примерно через 3 месяца. Взрослые особи активно взаимодействуют с щенком, охраняя, играя и заботясь о нём. Чем более тесная связь установилась в такой паре, тем больше у щенка шансов на выживание. Недавние исследования доказали, что подобная связь обеспечивает передачу традиций от взрослых к щенкам. Так, щенки перенимают способ вскрытия пищи с твёрдой оболочкой у своего старшего наставника: если старший мангуст предпочитал вскрывать пищу с твёрдой оболочкой зубами или разбивая о камни, то и щенок после взросления предпочитал этот способ.

## Подвиды
Выделяют около 16 подвидов полосатых мангустов, в то же время границы обитания подвидов и их морфологические признаки мало изучены. Подвиды, обитающие в более засушливых местностях, имеют более светлую окраску. Вид включает в себя следующие подвиды:
- Mungos mungo adailensis Heuglin, 1861
- Mungos mungo bororensis Roberts, 1929
- Mungos mungo caurinus Thomas, 1926
- Mungos mungo colonus Heller, 1911
- Mungos mungo grisonax Thomas, 1926
- Mungos mungo mandjarum Schwarz, 1915
- Mungos mungo marcrurus Thomas, 1907
- Mungos mungo mungo Gmelin, 1788
- Mungos mungo ngamiensis Roberts, 1932
- Mungos mungo pallidipes Roberts, 1929
- Mungos mungo rossi Roberts, 1929
- Mungos mungo senescens Thomas and Wroughton, 1907
- Mungos mungo somalicus Thomas, 1895
- Mungos mungo talboti Thomas and Wroughton, 1907
- Mungos mungo zebra Rüppell, 1835
- Mungos mungo zebroides Lönnberg, 1908

## Хищники, паразиты и заболевания
На взрослых особей охотятся такие хищники, как иероглифовый питон и леопард. Есть данные о нападении африканского марабу и варана на щенков. На полосатых мангустах часто паразитируют клещи и блохи. О заболеваниях известно мало: возможно, переносят бешенство и туберкулёз.